# Вардим
Вижте пояснителната страница за други значения на Вардим.
Ва̀рдим е село в Северна България, община Свищов, област Велико Търново.

## География
Село Вардим се намира в средната част на Дунавската равнина, на 7 – 8 км източно от град Свищов. На около 7 км на изток от село Вардим се влива в Дунав река Янтра, малко след протичането ѝ между селата Новград, Беляново и Кривина.
Селото е разположено покрай южния ръкав на река Дунав при остров Вардим, срещу югозападната част на острова. Този южен ръкав представлява и най-южната отсечка на река Дунав не само в България, но и по цялото ѝ протежение. Надморската височина, 20 – 25 м при реката и около 33 м на главната улица при сградата на кметството, нараства на юг към възвишението, по склона на което е застроено селото, до около 110 – 120 м.
През Вардим минава второкласният републикански път II-52, който го свързва със Свищов на запад и в границите на селото е негова главна улица, а включващият се в източния край на селото второкласен републикански път II-54 го свързва през Караманово, Ценово, Бяла и Полски Тръмбеш с областния център Велико Търново.
Село Вардим се намира в зона с умереноконтинентален климат. Характерни са честите и продължителни мъгли.
В землището има карбонатни и типични черноземни почви.
Населението на село Вардѝм, наброявало към 1934 г. 1950 лица, има към 1946 г. своя максимум – 2654 лица, след което неизменно намалява – до 890 лица към 2018 г.
Според данните от Преброяването на населението и жилищния фонд към 1 февруари 2011 г., при обща численост на населението 1042 лица, относно етническа група е посочена „българска“ за 914 лица (87,7%), „турска“ – за 71 (6,8%), „ромска“ – 0, „друга“ – за 3 (0,3%), като за 54 лица (5,2%) не е отговорено.

## История
Първото намерено упоменаване на село Вардѝм е в турски документи от 1783 г.
Предполага се, че селото е съществувало още при византийската власт, но по-нагоре по хълма на юг от сегашното си местоположение.
Източно от селото, в местността „Янково гърло“, на 18 юни 1868 г. четата на Хаджи Димитър и Стефан Караджа стъпва на българска земя. На мястото е построен паметник.
Начало на учебното дело в село Вардим се поставя през 1879 г. Обучението тогава е било водено в ниски и схлупени, нехигиенични стаи в частни сгради. Благодарение на дарения от заможни жители на селото и помощта на всички селяни, през 1936 г. е построена училищна сграда. И до днес тя е част от новото училище. Учителите, които са учителствали по онова време, решили училището да носи името на Стефан Караджа. Празникът на училището е на 11 май.
През 1907 г. е основано читалището „Трудолюбие – 1907“.
През 1958 г. с решение на тогавашното Министерство на земеделието и горите е създаден популетум в района на Свищов. През 1959 г. се открива Опитна станция по тополите към Института за гората при БАН, която от 1963 г. прераства в Опитна станция за бързорастящи горскодървесни видове. Опитното поле на Опитната станция за бързорастящи горскодървесни видове е в най-източната част на село Вардим.

## Население
Населението е предимно българско, а в близкото минало – българи, власи, турци, татари и цигани – български и румънски.
Преброяване на населението през 2011 г.
Численост и дял на етническите групи според преброяването на населението през 2011 г.:
|                     | Численост | Дял (в %) |
| Общо                | 1042      | 100,00    |
| Българи             | 914       | 87,71     |
| Турци               | 71        | 6,81      |
| Цигани              | 0         | 0,00      |
| Други               | 3         | 0,28      |
| Не се самоопределят | 0         | 0,00      |
| Неотговорили        | 54        | 5,18      |

## Обществени институции
Село Вардим е център на кметство Вардим.
Читалище „Трудолюбие“ е действащо, регистрирано под номер 154 в Министерство на Културата на Република България.
Църквата „Св. Архангел Михаил“ действа само на големи религиозни празници.
В селото има пощенска станция.

## Културни и природни забележителности
. Районът е подходящ за отдих и отмора. Река Дунав предлага удобни места за риболов. Селото е забележително с резервата за редки птици на о. Вардим, където има популации от корморани, чапли бяла лопатарка и още 21 вида застрашени от изчезване на национално ниво птици. Тук гнезди и най-голямата птица – морският орел. На острова вирее уникалният вид на Вардимския дъб.
До остров Вардим има и два по-малки острова, известни като Малък Вардим и Хайдушки остров. Около островите през летните месеци се образуват прекрасни пясъчни коси при ниски води на реката, подходящи за летен туризъм.
Източно от селото, в местността Янково гърло, на 18 юни 1868 г. четата на Хаджи Димитър и Стефан Караджа стъпва на българска земя. На мястото е построен паметник.

## Редовни събития
|    | Културни прояви                                                                         | Дата и месец | Място на провеждане        | организатори                               |
| -- | --------------------------------------------------------------------------------------- | ------------ | -------------------------- | ------------------------------------------ |
| 1. | 144 години от слизането на Четата на Хаджи Димитър и Стефан Караджа в м. „Янково гърло“ | 6 юли        | Вардим – м. „Янково гърло“ | Кметство с. Вардим, НЧ „Трудолюбие“ Вардим |

## Други
Скали Вардим край остров Ливингстън, Южни Шетландски острови са наименувани на село Вардим.

## Спорт
ФК „Дунав (Вардим)“.